# Блијез Еберсен
Блијез Еберсен (фр. Blies-Ebersing) насеље је и општина у североисточној Француској у региону Лорена, у департману Мозел која припада префектури Саргемен.
По подацима из 2011. године у општини је живело 610 становника, а густина насељености је износила 116,41 становника/km². Општина се простире на површини од 5,24 km². Налази се на средњој надморској висини од 205 метара (максималној 326 m, а минималној 201 m).

## Демографија
| 1962. | 1968. | 1975. | 1982. | 1990. | 1999. | 2011. |
| ----- | ----- | ----- | ----- | ----- | ----- | ----- |
| 360   | 369   | 423   | 457   | 479   | 529   | 610   |

График промене броја становника у току последњих година